# Крістофер Маккворрі
Крістофер Маккворрі (англ. Christopher McQuarrie, нар. 12 червня 1968, Прінстон Джанкшен, Нью-Джерсі, США) — американський кінорежисер, сценарист і продюсер. Написав сценарії до фільмів «Підозрілі особи», за який отримав премію «Оскар», «Шлях зброї», «Операція „Валькірія“» і «Джек Річер».

## Рання життя
Маккворрі народився і виріс у Прінстон Джанкшен, Нью-Джерсі, навчався в Південній Середній школі Західного Віндзора-Плейнсборо разом з режисером Брайаном Сінгером, актором Ітаном Хоуком і музикантом Джеймсом Мерфі. Замість коледжу влаштувався на роботу помічником вчителя в Гімназію Крайст-Черч в Перті, Австралія, потім подорожував автостопом по західній частині континенту. Повернувшись в США через рік, отримав роботу в детективному агентстві в Нью-Джерсі, в якому пропрацював чотири роки. У 1992 році він звернувся в Департамент поліції міста Нью-Йорка щодо вступу в Поліцейську академію. Коли він вже збирався їхати в академію, його колишній однокласник Сінгер запропонував йому можливість написати сценарій до свого першого художнього фільму «Публічний доступ», який отримав у 1993 році Головний приз журі кінофестивалю «Санденс».

## Кар'єра
Сінгер і Маккворрі знову співпрацювали в 1995 році на фільмі «Підозрілі особи», за який Маккворрі отримав премію Едгара Аллана По, премію «Незалежний дух», премію BAFTA і премію «Оскар». Фільм пізніше був включений The New York Times у списку 1000 найбільших фільмів усіх часів, а персонаж Роджер «Базіка» Кінт був включений в список 100 кращих героїв і лиходіїв за версією AFI. У 2006 році Гільдія сценаристів США віддала фільму 35 місце в списку 101 найбільших сценаріїв.
Маккворрі брав участь у написанні сценарію до фільму «Люди Ікс», але в титрах не вказаний, займався розробкою сценарію про життя Олександра Великого разом з Пітером Бучманом. Фільм повинен був знімати Мартін Скорсезе, а грати головну роль Леонардо Ді Капріо, але вони вирішили робити фільм «Авіатор», в результаті чого Олівер Стоун зняв свою версію «Олександра».
Маккворрі також написав сценарій і зняв фільм «Шлях зброї» з Бенісіо Дель Торо, Райаном Філліппом і Джеймсом Кааном у головних ролях.
Написав і спродюсував фільм «Операція „Валькірія“», прем'єра якого відбулася 2009 року. Історія розповідає про замах на Адольфа Гітлера 20 липня 1944 року. Сценарій був написаний у співавторстві з Натаном Олександром. У них був доступ до сім'ї Штауффенберг, а також книг, написаних змовником Фабіаном фон Шлабрендорфом. У роботі над сценарієм вони проводили дослідження і розмовляли з охоронцем Гітлера. Фільм зняв Брайан Сінгер, Клаус Шенк фон Штауффенберга зіграв Том Круз.

### Джек Річер
Маккворрі зняв фільм «Джек Річер», екранізацію «Пострілу» Лі Чайлда, найпродаванішого романа 2005 року. Права на екранізацію були придбані Paramount Pictures. Джош Олсон працював над ранньою версією сценарію. Фінальний сценарій написав Маккворрі.
Том Круз підтвердив, що зіграє головну роль. Призначення Круза на роль викликало чимало критики з боку фанатів — вони стверджували, що він не відповідає образу і статурі Джека Річера. Круз також виступав продюсером фільму. В інтерв'ю Бі-бі-сі Лі Чайлд заявив, що неможливо знайти відповідного актора на роль гіганта Річера і, що неможливо відтворити відчуття книжки на великому екрані, але Круз досить талановитий, щоб зробити Річера вражаючим.
Зйомки почалися в Піттсбурзі 3 жовтня 2011 року і тривали до кінця січня 2012 року. Прем'єра фільму відбулася 10 січня 2013 року.

## Фільмографія

### Фільми
- 1993 — Публічний доступ / Public Access (сценарист)
- 1995 — Підозрілі особи / The Usual Suspects (сценарист)
- 2000 — Люди Ікс / X-Men (сценарист, в титрах не вказаний)
- 2000 — Шлях зброї / The Way of the Gun (режисер, сценарист)
- 2008 — Операція «Валькірія» / Valkyrie (сценарист, продюсер)
- 2010 — Турист / The Tourist (сценарист)
- 2011 — Місія нездійсненна: Протокол Фантом / Mission: Impossible — Ghost Protocol (сценарист, в титрах не вказаний)[11]
- 2012 — Джек Річер / Jack Reacher (режисер, сценарист)
- 2013 — Джек — підкорювач велетнів / Jack the Giant Slayer (сценарист)
- 2013 — Росомаха: Безсмертний / The Wolverine (сценарист, в титрах не вказаний)
- 2014 — На межі майбутнього / Edge of Tomorrow (сценарист)
- 2015 — Місія нездійсненна: Плем'я ізгоїв / Mission: Impossible — Rogue Nation (режисер, сценарист)
- 2016 — Бунтар Один. Зоряні Війни. Історія / Rogue One: A Star Wars Story (сценарист, в титрах не вказаний)
- 2016 — Джек Річер: Не відступай / Jack Reacher: Never Go Back (продюсер)
- 2017 — Мумія / The Mummy (сценарист)
- 2018 — Місія нездійсненна: Фолаут / Mission: Impossible 6 (режисер, сценарист)
- 2021 — Непрощенна / The Unforgivable (сценарист, в титрах не вказаний)
- 2022 — Найкращий стрілець: Маверік / Top Gun: Maverick (сценарист, продюсер)
- 2023 — Місія нездійсненна 7 / Mission: Impossible 7 (режисер, сценарист, продюсер)
- 2025 — Місія нездійсненна 8 / Mission: Impossible 8 (режисер, сценарист, продюсер)

### Серіали
- 1994 — Поліція Нью-Йорка / NYPD Blue (сценарист, епізод "The Final Adjustment")
- 2010 — Невідомі особи / Persons Unknown (сценарист пілотного епізоду, виконавчий продюсер)
- 2022 — Річер / Reacher (виконавчий продюсер)